# Yesid Toro Meléndez

Escritor y editor

Freisman Yesid Toro Meléndez nació en Zarzal, Valle del Cauca, el 4 de septiembre de 1976. Es autor de dos novelas sobre el conflicto colombiano: 'Compl ot para matar al diablo' y 'Las aguas turbias', las cuales fueron publicadas en 2012 y 2014 respectivamente. En 2022 publicó el ensayo Los secretos de un escritor y en 2023 lanzó su tercera novela Como polvo entre mis manos.  
En 1994 inicia su camino en los medios de comunicación en la emisora Ecos del Río, afiliada a Caracol Radio en el municipio de Puerto Boyacá. Posteriormente se traslada a Zarzal, donde se vincula, con apenas 18 años, a la emisora Antena 2 de RCN. Dos años más tarde es nombrado jefe de prensa de la Alcaldía de Zarzal, donde laboró hasta 2003. 
El 15 de junio de 2004 se traslada a la ciudad de Pasto, donde luego de vincula como reportero en el Diario del Sur. De allí es enviado como corresponsal de ese diario al departamento del Putumayo, donde en 2005 se vincula como corresponsal free lance del diario El Tiempo. En el Putumayo cubrió un paro armado de las Farc que duró cuatro meses y dejó incomunicada a esta región. 
Posteriormente se trasladó a Cali, donde se vinculó en 2006 a la casa editorial El País, donde trabajó como reportero en los periódicos Q'hubo y El País hasta marzo de 2015. Durante estos nueve años recorrió varias regiones del país haciendo crónicas lo que le mereció algunos reconocimientos regionales como el Premio de Periodismo Alfonso Bonilla Aragón en 2013. 
En 2012 publicó su primera novela 'Complot para matar al diablo', inspirada en la vida de un adolescente pandillero del oriente de Cali; obra que retrata los orígenes de la violencia que se vive en las calles de Cali por causa de las pandillas. La novela tuvo moderada aceptación entre el público al punto de ser reseñada por algunos críticos de manera positiva. Por esta obra el periodista recibió amenazas de muerte que lo mantuvieron fuera de la ciudad por algunos meses, lo que a la postre condujo a que el Gobierno colombiano le asignara un esquema de protección. 
En 2014 lanzó de manera independiente su segundo libro, Las aguas turbias, una novela recreada en el Magdalena Medio de los años ochenta, donde el autor vivió su niñez y parte de su adolescencia. Por estas obras y por su recorrido periodístico, fue calificado como un reportero de todas las horas conocedor a fondo de los profundos problemas de violencia que vive el país. En 2022 publicó la primera edición de su libro Los secretos de un escritor, donde el autor desarrolla una narración vívida en la que describe, a través de los libros que ha escrito y editado, las herramientas básicas de la profesión y expone sus opiniones sobre el proceso de la escritura. Es una perfecta mezcla entre memoria personal y manual para escritores. Una obra que se convertirá en referente para todo aquel que quiera comenzar sin tropiezos su carrera como escritor.
En 2023 lanzó su cuarto libro Como polvo entre mis manos, una novela en la que Freisman Toro regresa a un tema recurrente en su obra: las añoranzas, la
nostalgia por las cosas que se van. Una pregunta frecuente que el lector se hará en este relato trepidante es: ¿Qué tanto nos aferramos al pasado, a las cosas y a las personas? Esta novela es también un tributo a la amistad, a los secretos familiares, a los invisibles y poderosos hilos del amor y las viejas lealtades.https://www.buscalibre.com.co/libro-como-polvo-entre-mis-manos/9789584993472/p/54885792
A pesar de las múltiples dificultades que ha enfrentado y de haber reconocido públicamente y ante las autoridades colombianas el haberse autoamenazado, Freisman Toro siguió adelante con su carrera como escritor y editor, convirtiéndose en un referente para muchos escritores principiantes que publicaron sus libros bajo su acompañamiento. Freisman Toro se convirtió en un destacado autor y editor, con unfliencia en 16 países y con presencia en las ferias del libro más importantes de América, como la Feria Internacional del Libro de Cali https://canal1.com.co/entretenimiento/estilo-de-vida/feria-del-libro-2023-invitados-freisman-toro/
También creó un método de escritura a través del cual ha formado a más de 500 autores en diferentes países del mundo mediante cursos y talleres. Freisman es reconocido por sus autores como una persona resiliente, comprometida y responsable en su rol como editor. En 2024 ya había sumado más de 250 obras publicadas con autores en 16 países. 